# Wiktor Arvay
Wiktor Arvay, także Arway (ur. 1 czerwca 1877 w Brzesku, zm. 10 marca 1959 w Krakowie) – polski nauczyciel, działacz społeczny, autor publikacji historycznych.

## Życiorys
Wiktor Arvay urodził się 1 czerwca 1877 w Brzesku. Jego rodzicami byli Adolf (naczelnik sądu w Brzesku) i Józefa Horaczek. Był pochodzenia węgierskiego. Był wyznania rzymskokatolickiego. W 1894 zdał z odznaczeniem egzamin dojrzałości w C. K. Gimnazjum w Bochni (w jego klasie gimnazjalnej był Franciszek Bujak). W trakcie nauki otrzymał stypendium fundacji Zakordonowej przyznane w styczniu 1891. Później podczas studiów na Wydziale Filozoficznym Uniwersytetu Jagiellońskiego otrzymał stypendium przyznane 14 stycznia 1897 przez wydział krajowy. Ukończył studia na Wydziale Matematyczno-Fizycznym Uniwersytetu Jagiellońskiego.
Podjął pracę nauczyciela od 18 września 1898. Pracował jako nauczyciel w Jarosławiu. Był nauczycielem C. K. Gimnazjum św. Anny w Krakowie, gdzie uczył języka greckiego, matematyki, fizyki. Od 1900 do 1901 odbywał służbę wojskową. Egzamin zawodowy złożył 18 maja 1901. Rozporządzeniem C. K. Rady Szkolnej Krajowej z 19 lipca 1901 jako zastępca nauczyciela został przeniesiony z C. K. Gimnazjum św. Anny w Krakowie do C. K. III Gimnazjum im. Króla Jana Sobieskiego w Krakowie. Rozporządzeniem C. K. Rady Szkolnej Krajowej z 2 października 1901 został uwolniony od obowiązków służbowych w tej szkole. Reskryptem C. K. Rady Szkolnej Krajowej z 15 listopada 1901 jako kandydat stanu nauczycielskiego został mianowany zastępcą nauczyciela w C. K. Gimnazjum Męskim w Sanoku. Jako egzaminowany zastępca nauczyciela uczył w tej szkole języka polskiego, języka łacińskiego i matematyki od 1901 do 1902. W 1902 został członkiem sanockiego gniazda Polskiego Towarzystwa Gimnastycznego „Sokół”. 9 czerwca 1902 został mianowany nauczycielem rzeczywistym. Reskryptem z 9 czerwca 1903 C. K. Ministra Wyznań i Oświecenia został mianowany nauczycielem rzeczywistym w C. K. I Gimnazjum w Tarnowie od 1 września 1902. W tej szkole uczył w kolejnych latach przedmiotów matematyki i fizyki. W 1911 otrzymał VIII klasę rangi w zawodzie. Na początku XX wieku w Tarnowie był działaczem Towarzystwa Oświaty Ludowej (jako prelegent, popularyzator informacji dotyczących promieni rentgenowskich) oraz Towarzystwa Szkoły Ludowej. Działał w towarzystwie „Opieka nad młodzieżą szkół średnich w Tarnowie”, był członkiem dyrekcji Towarzystwa Budowlanego w Tarnowie. Był także członkiem tarnowskiego gniazda TG „Sokół”. Został odznaczony austro-węgierskim Krzyżem Jubileuszowym dla Cywilnych Funkcjonariuszów Państwowych.
Po odzyskaniu przez Polskę niepodległości w latach 20. i 30. II Rzeczypospolitej pozostawał nauczycielem I Państwowego Gimnazjum im. Kazimierza Brodzińskiego w Tarnowie, wykładając matematykę, propedeutykę filozoficzną, a także prowadząc wycieczki krajoznawcze i kierując kółkiem fotograficznym. Rozporządzeniem Kuratorium Okręgu Szkolnego Krakowskiego z 2 sierpnia 1924 powierzono mu kierownictwo nad zakładem szkoły, które sprawował do 31 grudnia 1924. Równolegle uczył także w tarnowskim I Prywatnym Liceum Żeńskim im. Sióstr Urszulanek. Nauczycielem tarnowskiego gimnazjum był od 1902 do 1931. Rozporządzeniem KOSK z 28 stycznia 1922 został przeniesiony w stan spoczynku z dniem 1 lutego 1932.
Był członkiem czynnym zwyczajnym Towarzystwa dla Popierania Nauki Polskiej we Lwowie. W Tarnowie działał społecznie. Poza działalnością oświatową należał do tarnowskiego oddziału „Sokoła” oraz Towarzystwa Literackiego. Został działaczem założonego w 1924 tarnowskiego oddziału Polskiego Towarzystwa Tatrzańskiego, został członkiem pierwszego zarządu, w 1925 był skarbnikiem, od 31 marca 1927 pełnił funkcję prezesa do 1933, w tym czasie był założycielem sekcji narciarskiej oraz działał na rzecz rozwoju fotografii amatorskiej. W wyborach w 1929 został wybrany zastępcą radnego Rady Miejskiej w Tarnowie. Został członkiem zarządu powołanego w 1929 Towarzystwo Przyjaciół Nauk w Tarnowie. Działał w ramach przygotowań obchodów jubileuszu 800-lecia miasta Tarnowa (1930), był wówczas autorem odczytu pt. Z dawnego szkolnictwa. W Tarnowie zamieszkiwał przy ulicy Legionów 21. Podczas II wojny światowej w trakcie okupacji niemieckiej uczestniczył w tajnym nauczaniu.

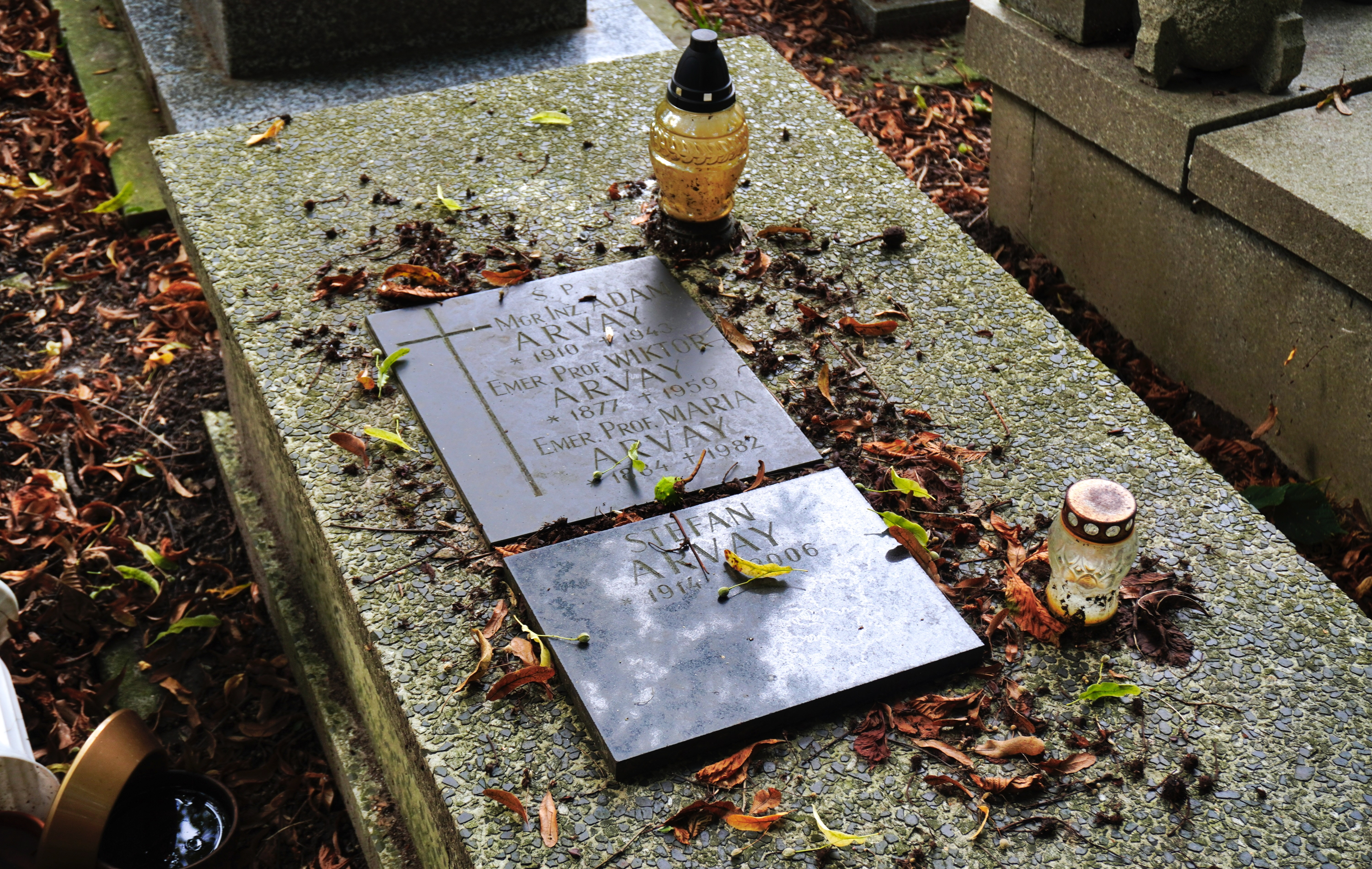
Grobowiec Wiktora Arvayaa

Po przejściu na emeryturę i przeniesieniu się do Krakowa, poświęcił się pracy historycznej i archiwalnej. W latach 50.  mieszkał przy ulicy Skałecznej 8. Zmarł 10 marca 1959 w szpitalu w Krakowie. Został pochowany na tamtejszym cmentarzu Rakowickim (kwatera LXX, rząd 16, miejsce 10).
Dokumenty dotyczące rodziny Wiktora Arwaya trafiły do Kurii Diecezjalnej w Tarnowie.
Na cmentarzu Rakowickim został pochowany także inż. Stefan Arvay, mierniczy przysięgły (zm. 1946).

## Prace historyczne
- Euklidesa elementów księga pierwsza (1911)[44]
- Założenie pełnej kolonii akademickiej w Tarnowie (urywek z dziejów gimnazjum tarnowskiego) (opublikowane w Sprawozdaniach Dyrekcji I. Państwowego Gimnazjum im. Kazimierza Brodzińskiego w Tarnowie; cz. I – 1927, cz. II 1929, cz. III – 1932)[45]
- Przyczynki do dziejów szkolnictwa tarnowskiego w XVI-XVIII w. (maszynopis)[2]
- Szkice z dziejów Tarnowa 1772-1800 (maszynopis)[2]
- Moje wspomnienia szkolne ze szkoły powszechnej i średniej 1884–1894 (cz. I i II; rękopis)[46]